# Martin Rolinski
Martin Andrzej Rolinski (ur. 23 czerwca 1982 w Göteborgu) – szwedzki piosenkarz, były wokalista zespołu Bodies Without Organs (zwanego też BWO).

## Dzieciństwo i edukacja
Martin Rolinski wychował się w Göteborgu jako syn Polaków – jego matka pochodzi z Bydgoszczy, a jego ojciec z Białegostoku i Warszawy. Mówi płynnie po polsku.
Uczęszczał do szkoły katolickiej, gdzie ujawnił swój talent jako tenisista. Musiał jednak zakończył treningi przed rozpoczęciem studiów. Miał do wyboru przyjęcie stypendium sportowego umożliwiającego naukę w Stanach Zjednoczonych albo studia na Uniwersytecie Technicznym Chalmersa w Göteborgu. Ostatecznie wybrał studia na kierunku inżynierii maszynowej ze specjalizacją z ekonomii.

## Kariera muzyczna

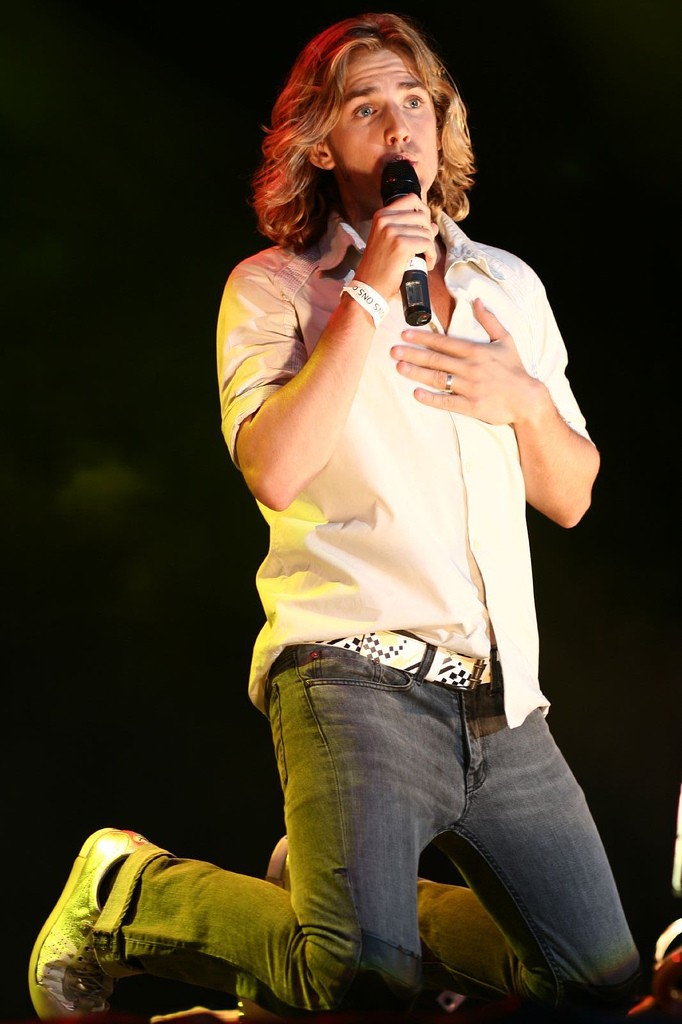
Martin Rolinski podczas koncertu w ramach Stockholm Pride w 2007

Martin Rolinski rozpoczął swoją karierę muzyczną w 2002, kiedy to w wyniku zakładu ze znajomymi wziął udział w przesłuchaniu do talent show Popstars. Dostał się do finału, ale ostatecznie został wyeliminowany w trakcie programu. Przeprowadził się wówczas do Sztokholmu, gdzie poznał Andersa Hanssona, który produkował utwory dla Alexandra Barda. W 2003 poznał Barda, który zaproponował mu dołączenie do jego nowego zespołu o nazwie Bodies Without Organs. W 2004 do składu dołączyła Marina Schiptjenko.
W 2004 zespół Bodies Without Organs zadebiutował singlem „Living in a Fantasy”, który stał się szeroko znany w Europie. W 2005 muzycy wzięli udział w szwedzkich eliminacjach eurowizyjnych Melodifestivalen 2005 z piosenką „Gone”, z którą nie zakwalifikowali się do finału. W marcu tego samego roku wydali swój debiutancki album zatytułowany Prototype.
W 2006 zespół Bodies Without Organs zaczął występować pod skróconą nazwą – BWO. W tym samym roku muzycy ponownie wzięli udział w Melodifestivalen, tym razem z piosenką „Temple of Love”. Na początku marca wystąpili w trzecim półfinale selekcji i z drugiego miejsca zakwalifikowali się do finału, w którym zajęli ostatecznie 2. miejsce, przegrywając jedynie z Carolą. Ich utwór „Temple of Love” dotarł do 1. miejsca szwedzkiej listy przebojów. W kwietniu został wydany ich nowy album studyjny zatytułowany Halcyon Days, w tym samym roku ukazała się także ich pierwsza płyta z remiksami zatytułowana Halcyon Nights, na której znalazły się przeróbki utworów z dwóch pierwszych krążków zespołu.
W 2007 wystąpili na koncercie The Tall Ships’ Races 2007 w Szczecinie przed ponad ćwierć milionem widzów oraz podpisali kontrakt płytowy z wytwórnią Universal Music Polska. W tym samym roku ukazała się ich trzecia płyta studyjna zatytułowana Fabricator. Rok później zgłosili się do udziału w eliminacjach eurowizyjnych Melodifestivalen 2008 z utworem „Lay Your Love on Me”. Pod koniec lutego zaprezentowali go w drugim półfinale selekcji i zakwalifikowali się do finału, w którym wystąpili jako jeden z faworytów, jednak zajęli ostatecznie trzecie miejsce za Sanną Nielsen i zwyciężczynią – Charlotte Perrelli. W 2009 premierę miał ich czwarty album studyjny zatytułowany Big Science.
W 2013 jako solista zgłosił się do udziału w eliminacjach Melodifestivalen 2013 z piosenką „In And Out of Love”. W lutym wystąpił w trzecim półfinale selekcji i z trzeciego miejsca awansował do rundy dogrywkowej, z której nie przeszedł do finału.

## Życie prywatne
20 września 2008 ożenił się ze swoją narzeczoną – Katariną Jansson.

## Albumy studyjne wydane z BWO
- Prototype (2004)
- Halcyon Days (2006)
- Halcyon Nights (2006; album z remiksami)
- Fabricator (2007)
- Big Science (2009)